# Lingua Franca
Lingua Franca es una película dramática de 2019 escrita y dirigida por Isabel Sandoval. La película está protagonizada por Sandoval, Lynn Cohen, Eamon Farren, Lev Gorn e Ivory Aquino. La trama sigue a una mujer trans filipina indocumentada que trabaja como cuidadora de Olga, una anciana rusa en Brighton Beach de Brooklyn. Cuando Olivia se queda sin opciones para obtener un estatus legal en los EE. UU., inicia una relación con Alex, el nieto mayor de Olga, en la búsqueda de la tarjeta verde por matrimonio. Lingua Franca se estrenó en la Venice Days del Festival de Cine de Venecia de 2019. En julio de 2020, la empresa de distribución ARRAY de Ava Duvernay adquirió la película y luego se estrenó en Netflix el 26 de agosto.

## Argumento
Olivia es una mujer trans filipina que trabaja como cuidadora interna de la anciana Olga en el barrio de Brighton Beach de Brooklyn. Olga, una mujer judía rusa, se encuentra en las primeras etapas de la demencia. Como inmigrante indocumentada, Olivia alberga temores de ser detenida y deportada por agentes de ICE en cualquier momento. Los ingresos de Olivia se destinan a mantener a su familia en Filipinas, además de los pagos a plazos a Matthew, su novio nacido en Estados Unidos, con la esperanza de que Olivia obtenga una tarjeta verde a través de un matrimonio de conveniencia. Los planes de Olivia se interrumpen justo cuando Alex, el nieto adulto de Olga, llega para irse a vivir con Olga después de una estancia en rehabilitación.
Los dos entablan una relación romántica, sin que Alex sepa que Olivia es trans. Se entera cuando un amigo le roba la documentación.

## Reparto
- Isabel Sandoval como Olivia
- Lynn Cohen como Olga
- Eamon Farren como Alex
- Lev Gorn como Murray
- Marfil Aquino como Trixie
- PJ Boudousqué como Andrei
- Andrea Leigh como Daria

## Recepción
La película fue recibida positivamente. La película tiene un 86% en Rotten Tomatoes, con el consenso: " Lingua Franca aporta calidez y humanidad a su trama impulsada por problemas sociales con actuaciones sensibles y el toque suavemente empático de la escritora y directora Isabel Sandoval". Stephanie Zacharek escribió para Time que Lingua Franca es "una imagen hermosa y delicada, una obra discreta que abre una ventana a un mundo íntimo"  y Jude Dry escribió en IndieWire que la película "ilustra el potencial lamentablemente desaprovechado de los narradores marginados". Para The Hollywood Reporter, Lingua Franca es una "declaración personal sincera arraigada en temas apasionantes y oportunos que obviamente resuenan profundamente en su autor, en particular los derechos de las personas trans y las ansiedades de inmigración de la era Trump".
Lingua Franca fue nominada para el premio GLAA.